# Niels Christian Kierkegaard
Niels Christian Kierkegaard, född 6 januari 1817 i Horsens, Danmark, död 17 december 1869 i Göteborg, var en dansk-svensk skeppsbyggmästare.
Niels Christian var son till handelsmannen Morten Andersen Kierkegaard. Fadern var kusin till Michael Pedersen Kierkegaard. Som ung blev han sjöman och företog bland annat en två år lång resa där Spanien, Brasilien och Ryssland besöktes. Efter återkomsten utbildade han sig i skeppsbyggnad vid amiralitetsvarvet i Köpenhamn och engagerades därefter 1839 av James Dickson & Co som skeppsbyggmästare vid Svartviks varv. Avsikten var att bygga upp en flotta med timmerfartyg för handelshusets räkning så att de blev oberoende av transporter på fartyg tillhörande andra timmerhandlare. Utöver fartyg för James Dickson & Co byggde Kierkegaard även fartyg på beställning åt andra, bland annat briggen Solide åt firman O. Norén i Göteborg och skeppet Zenobia som 1843 levererades åt D. Carnegie & Co. 1849 flyttade Kierkegaard till Göteborg, där han snart anlitades av alla stadens tre varv. Till en början var han knuten till Kustens varv som även ägde ett sågverk, men 1851 överflyttade han till Gamla Varvet, varifrån han även utlånades till Lindholmens varv. Där var han med om att konstruera skrufångfartyget Gustaf II Adolf som sjösattes 1854. En av Kierkegaards skeppsmodeller erhöll pris vid världsutställningen i Paris 1855. Efter en olycka på varvet i början av 1860-talet blev Kierkegaard förlamad i benen. Sittande i rullstol utgav han med Dicksons stöd 1864 Praktisk skeppsbyggnadskonst. Ett urval af aderton stycken skeppsbyggnadsritningar, med tillhörande tackelritningar, dimensionsförteckningar, beskrifningar m. m. som vann allmänt erkännande.